# Shashi Tharoor
Shashi Tharoor (n. en Londres el 9 de marzo de 1956) es el ministro indio de Estado para el Desarrollo de los Recursos Humanos (HRD), Miembro del Parlamento (MP) de Thiruvananthapuram, Kerala, también autor y columnista.
Hasta el 2008 fue un funcionario de carrera en las Naciones Unidas, llegando a Subsecretario General Adjunto de Comunicaciones e Información Pública, pero renunció después de perder ante Ban Ki-moon, en las elecciones de 2007 para Secretario General. Después de su entrada en la política en 2009, se desempeñó como Ministro de Estado para el Ministerio de Asuntos Exteriores, pero se vio obligado a dimitir en menos de un año después de ser envuelto en un escándalo político.

## Carrera diplomática

### Comienzos
La carrera de Shashi Tharoor en las Naciones Unidas se inició en 1978 como miembro del personal de la Alta Comisionada de la ONU para los Refugiados (ACNUR) en Ginebra. De 1981 a 1984 dirigió la oficina del ACNUR en Singapur durante la crisis de los balseros. En 1989 fue nombrado como el Asistente Especial del Secretario General Adjunto de Asuntos Políticos Especiales, la unidad que más tarde se convirtió en el Mantenimiento de la Paz en Nueva York. Hasta 1996, dirigió el equipo responsable de las operaciones de mantenimiento de la paz en la ex Yugoslavia.

### Subsecretario General de la ONU
En 1996 fue nombrado Director de Comunicaciones y Proyectos Especiales, y como Asistente Ejecutivo del entonces Secretario General, Kofi Annan. En enero de 2001, fue nombrado como el Secretario General Adjunto de Comunicaciones e Información Pública, y como el jefe del Departamento de Información Pública (UNDPI). En este puesto, fue responsable de la estrategia de comunicación, la mejora de la imagen y la eficacia de la ONU. En 2003, el Secretario General lo designó para la responsabilidad adicional de Coordinador de las Naciones Unidas para el multilingüismo. Durante su permanencia en el Departamento de Información Pública, Tharoor reformó su departamento y emprendió una serie de iniciativas, que van desde la organización y realización del primer seminario de la ONU sobre el antisemitismo, el primer seminario de la ONU sobre la islamofobia, y lanzamiento de una lista anual de "Las diez historias sub-registradas que mundo debería saber".
El 9 de febrero de 2007, Tharoor renunció al cargo de la Subsecretaría en la ONU y salió del organismo el 1.º de abril de ese año.